# 雨社山
23°48′18″N 120°53′29″E / 23.80502°N 120.89139°E
雨社山(H963M，水資會濁同39號)為台灣南投縣境內的一座山岳，從南投縣水里鄉頂崁村雨社山聚落逐鹿古道登山口沿陵線登行，或從魚池鄉光明國小旁沿著產業道路接續泥土路登行。而邵族雨社山聚落位於後尖山至雨社山陵線西側平緩處。

## 地理環境
雨社山在台灣地理學而言歸屬於中央山脈之稜脈，海拔高度為963公尺。基點是座水資會濁同39號標測點，及陸Ⅳ點位為無立三角點。周邊座落有「雨社山北峰」(H630M，大正土木局7號水準點)、「北雨社山」(H964M， 山字森林三角點)、「頭社山」(H856M，土地調查局圖根點)等山峰。而著名的逐鹿古道就從山腳雨社山聚落起跨越雨社山脈而過，再前行至日月潭地區。

### 登山步道
雨社山其一登山口從台21線71.5K之光明國小旁沿著產業道路登行，後接泥土路登行。其二登山口從台21線龍德堂牌樓沿雨社山聚落大平巷產業道路走，抵達逐鹿古道石碑之後方起登。登頂全程來回約須2-3小時。逐鹿古道年久失修，路基依舊尚可登行。沿途之植物生態皆為低海拔的原始闊葉林所成之樹蔭，中途可俯望濁水溪谷及水里小鎮，遠眺水里溪對岸的集集大山、景色尚佳。途中有觀景台可看見台16線。雨社山山頂建有觀景平台及架有地圖說明板，山頂西側景觀展望甚佳。

## 外部連結
- 單車_喜客:單車踏訪雨社山 - 樂多日誌
- 水里鄉逐鹿古道．雨社山 （页面存档备份，存于）